# Else Jerusalem
Elsa Kotányi épouse Jerusalem (née le 23 novembre 1876 à Vienne, morte le 20 janvier 1943 à Buenos Aires) est une écrivaine autrichienne.

## Biographie
Elsa Kotányi est issue d'une riche famille juive. À partir de 1893, elle étudie pendant quatre ans en tant qu'auditrice libre à l'université de Vienne. En 1901, elle épouse Alfred Jerusalem dans le Stadttempel. Elle fait connaissance du Jeune Vienne : Hermann Bahr, Jakob Wassermann, Felix Salten et plus tard aussi Arthur Schnitzler.
Elle se fait connaître pour ses écrits sur des sujets considérés comme audacieux à l'époque, comme la prostitution et l'éducation sexuelle où elle fait des propositions de réforme. Son œuvre principale, le roman Der heilige Skarabäus , dans un bordel viennois (publié pour la première fois en 1909 par S. Fischer Verlag) fait sensation ; il est interdit par les nazis en 1933.
Elle rencontre Viktor Widakowich (né le 8 avril 1880 à Vienne), professeur d'université en embryologie, nommé professeur à Buenos Aires. Ensemble, ils décident de divorcer de leurs conjoints respectifs. Le divorce d'Alfred Jerusalem est acté le 1er janvier 1911, la première épouse de Widakowich, Antonie, se suicide en février. Le couple émigre en Argentine dans l'année et s'installe à Buenos Aires, où, en plus de son travail journalistique pour les journaux et éditeurs sud-américains, Jerusalem mène des études ethnologiques. À l'avenir, elle a Else Widakowich comme nom d'auteur.
En Europe, son œuvre est mise dans la "Liste des publications nuisibles et indésirables" en 1938.
Elle publie un dernier livre en 1939 chez l'éditeur suisse Emil Oprecht. Elle meurt le 20 janvier 1943 d'une sclérose cérébrale (de).
Son fils Fritz, né en 1903, prendra comme pseudonyme Fritz Jensen.

## Œuvre
- Venus am Kreuz. Drei Novellen. Meyer, Leipzig 1899.
- Gebt uns die Wahrheit! Ein Beitrag zu unsrer Erziehung zur Ehe. Seemann, Berlin/Leipzig 1902.
- Der heilige Skarabäus. roman, S. Fischer, Berlin 1909.
- Steinigung in Sakya. Ein Schauspiel in 3 Akten. Reiss, Berlin 1928.
- Die Dreieinigkeit der menschlichen Grundkräfte. Die Gestaltung, Zürich 1939.